# Waldemar Tarczyński

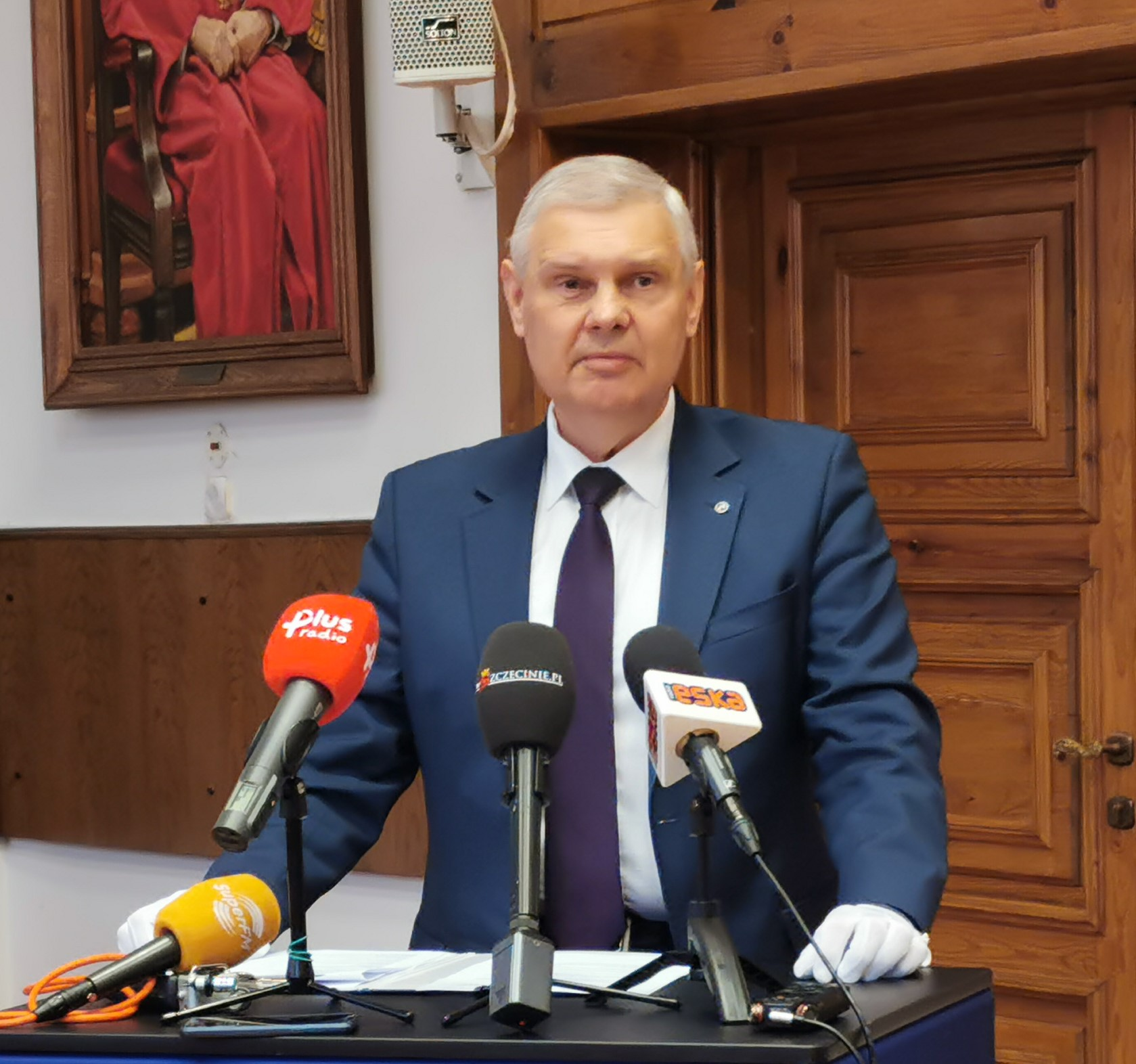
Waldemar Tarczyński (2021)

Waldemar Stefan Tarczyński (* 9. September 1960 in Stettin) ist ein polnischer Wirtschaftswissenschaftler mit dem Schwerpunkt Ökonometrie.

## Leben
Waldemar Tarczyński besuchte die Grundschule Nr. 69 Henryk Sucharski und anschließend bis 1979 das allgemeinbildende Gymnasium Nr. V Adam Asnyk.
Nach seinem Abitur studierte er an der Technischen Universität Stettin (Politechnika Szczecińska) Wirtschaft und Logistik. Das Studium schloss er 1983 mit einem Magister ab. Anschließend ging er als Assistent an der Universität Stettin, wo er 1989 wurde er zum Adjunkt (Dozent) wurde. 1989 promovierte er in Ökonometrie, seine Habilitation erfolgte 1996.
1999 wurde Waldemar Tarczyński zum Professor, 2001 zum ordentlichen Professor ernannt.
Von 1996 bis 1999 war er Prodekan an der Fakultät für Wirtschaft und Management, anschließend bis 2005 Prorektor der Universität Stettin. Zugleich war er ab 2002 bis 2019 Inhaber des Lehrstuhls für Versicherungen und Kapitalmarkt. Mitglied des Komitees für Statistik und Ökonometrie der Polnischen Akademie der Wissenschaften wurde er 2003, ab 2007 wechselte er zum Komitee für Finanzlehre. Als wissenschaftlicher Rat war er von 2005 bis 2008 für das Główny Urząd Statystyczny (Statistisches Hauptamt) tätig. Im Jahr 2005 wurde Waldemar Tarczyński zum Rektor der Universität Stettin gewählt. Es folgte eine Wiederwahl im Jahr 2008 für vier Jahre und erneut für vier Jahre wurde er im Jahr 2020 gewählt.

## Auszeichnungen
- 1996 Silbernes Verdienstkreuz der Republik Polen
- 2001 Złota Kreda (Goldenen Kreide) – Auszeichnung der Studenten des Fachbereichs für Wirtschaft und Management der Universität Stettin (WNEiZ)
- 2002 Goldenes Verdienstkreuz der Republik Polen